# Zaúr Kabalóyev
Zaúr Kabalóyev –en ruso, Заур Кабалоев– (2 de junio de 1992) es un deportista ruso que compite en lucha grecorromana.
Ganó una medalla de bronce en el Campeonato Europeo de Lucha de 2018, en la categoría de 63 kg. En los Juegos Europeos de Minsk 2019 obtuvo una medalla de oro en la categoría de 67 kg.

## Palmarés internacional
| Juegos Europeos    | Juegos Europeos     | Juegos Europeos   | Juegos Europeos |
| Año                | Lugar               | Medalla           | Categoría       |
| ------------------ | ------------------- | ----------------- | --------------- |
| 2019               | Minsk (Bielorrusia) | Medalla de oro    | 67 kg           |
| Campeonato Europeo |                     |                   |                 |
| Año                | Lugar               | Medalla           | Categoría       |
| 2018               | Kaspisk (Rusia)     | Medalla de bronce | 63 kg           |